# Elecciones a la Cámara de Representantes de Estados Unidos de 1938 en Maine
Las elecciones a la Cámara de Representantes de los Estados Unidos de 1938 en Maine se llevaron a cabo el 8 de noviembre de 1938 para elegir a los representantes del estado de Maine. Maine tiene 3 representantes en la cámara, distribuidos según el censo de 1930. Los representates sirvieron en el 76.º congreso desde el 3 de enero de 1939 hasta el 3 de enero de 1941. Las elecciones se celebraron en medio mandato, coincidiendo con las elecciones en el estado a gobernador.

## Resultados generales
Los resultados totales de cada partido en los 3 distritos.
|  | 58,53 % |

|  | 41,47 % |

|  | 100 % |

### Resumen por distrito
| Distrito | Titular             | Partido     | Electo              | Partido     |
| -------- | ------------------- | ----------- | ------------------- | ----------- |
| 1.º      | James C. Oliver     | Republicano | James C. Oliver     | Republicano |
| 2.º      | Clyde H. Smith      | Republicano | Clyde H. Smith      | Republicano |
| 3.º      | Ralph Owen Brewster | Republicano | Ralph Owen Brewster | Republicano |

## 1.º distrito
El titular James C. Oliver ganó la reelección frente al candidato demócrata.
|  | 58,97 % |

|  | 41,03 % |

|  | 100 % |

## 2.º distrito
El titular Clyde H. Smith ganó la reelección frente al candidato demócrata.
|  | 54,30 % |

|  | 45,70 % |

|  | 100 % |

## 3.º distrito
El titular Ralph Owen Brewster ganó la reelección frente al candidato demócrata.
|  | 63,36 % |

|  | 36,64 % |

|  | 100 % |

## Resultado de la elección especial
Durante el periodo por el que fueron elegidos los representantes para servir, en un distrito el titular falleció y por ello se tuvieron que convocar elecciones anticipadas para finalizar su mandato.
Después de la elección especial, el total de representantes de cada partido se mantiene igual.
| Partido     | Representantes | ±  |
| ----------- | -------------- | -- |
| Republicano | 3/3            | ±0 |
| Demócrata   | 0/3            | ±0 |

### 2.º distrito
En las elecciones celebradas el 3 de junio de 1940, Margaret Chase Smith ganó la elección incontestada, manteniendo el distrito para el partido republicano después de que el titular y su marido Clyde H. Smith falleciera.
|  | 100 % |

|  | 100 % |